# GAZ-MM
GAZ-MM a fost un camion produs de GAZ între 1938 și 1951, dar producția în Bulgaria și Italia a continuat până în 1971. Camionul a fost o versiune mai ieftină și mai accesibilă a camionului GAZ-AA, care a încetat să fie produs cu câteva luni mai devreme. Aproximativ 5 milioane de unități ale camionului au fost vândute și aproximativ 300.000 de unități au supraviețuit în Uniunea Sovietică începând cu 2021. Camionul a fost lansat într-o varietate de stiluri de caroserie și a fost foarte popular.

## Istoric
Datorită numărului ridicat de producție al GAZ-AA, GAZ avea mulți bani, așa că au decis să lanseze un camion mai ieftin și mai accesibil pentru public. Camionul era GAZ-MM și a fost lansat în 1938, în acel an fiind vândute în jur de 389.000 de unități. Camionul avea un șasiu puțin mai puternic și robust în comparație cu predecesorul său. În 1939, au fost produse și vândute în jur de 500.000 de unități, însă odată cu al doilea război mondial, GAZ a început să creeze tancuri și vehicule militare, iar producția GAZ-MM a fost mutată la fabricile Ford din America. După război, linia de producție a continuat la fabricile Ford, iar camioanele produse au fost apoi exportate în Uniunea Sovietică. 
Unele fabrici GAZ fuseseră distruse de germani, însă camionul s-a vândut foarte bine, au câștigat bani și le-au reconstruit. În 1948 camionul a început să fie produs în Bulgaria și Italia. Camionul a fost întrerupt din Uniunea Sovietică în 1951, dar a rămas în producție pentru Bulgaria și Italia până în 1971. Camionul a fost înlocuit de camionul GAZ-51.